# Маріо Гаас
Маріо Гаас (нім. Mario Haas, нар. 16 вересня 1974, Грац) — австрійський футболіст, нападник клубу «Штурм» (Грац).
Насамперед відомий виступами за «Штурм» та національну збірну Австрії.
Триразовий чемпіон Австрії. Чотириразовий володар Кубка Австрії. 

## Клубна кар'єра
У дорослому футболі дебютував 1992 року виступами за команду клубу «Штурм» (Грац), в якій провів сім сезонів, взявши участь у 185 матчах чемпіонату.  Більшість часу, проведеного у складі «Штурма», був основним гравцем атакувальної ланки команди. У складі «Штурма» був одним з головних бомбардирів команди, маючи середню результативність на рівні 0,36 голу за гру першості. За цей час двічі виборював титул чемпіона Австрії, ставав володарем Кубка Австрії (тричі).
Протягом 1999—2000 років захищав кольори команди французького клубу «Страсбур».
2001 року повернувся до «Штурма». Цього разу відіграв за команду з Граца наступні чотири сезони своєї ігрової кар'єри. Граючи у складі «Штурма» знову здебільшого виходив на поле в основному складі команди. Був серед найкращих голеодорів, відзначаючись забитим голом в середньому щонайменше у кожній третій грі чемпіонату.
Протягом 2005—2006 років грав у Японії, захищав кольори команди клубу «ДЖЕФ Юнайтед Ітіхара Тіба».
До складу клубу «Штурм» (Грац) удруге повернувся 2006 року. Після повернення додав до переліку своїх трофеїв ще по одному титулу чемпіона Австрії та володаря Кубка країни.

## Виступи за збірну
1998 року дебютував в офіційних матчах у складі національної збірної Австрії. До припинення виступів за збірну у 2007 встиг провести у формі головної команди країни 43 матчі, забивши 7 голів.
У складі збірної був учасником чемпіонату світу 1998 року у Франції.

## Титули і досягнення
- Чемпіон Австрії (3):

«Штурм» (Грац):  1997–98, 1998–99, 2010–11
- Володар Кубка Австрії (4):

«Штурм» (Грац):  1995–96, 1996–97, 1998–99, 2009–10
- Володар Суперкубка Австрії (2):

«Штурм» (Грац): 1996, 1998
- Володар Кубка Джей-ліги (2):

«ДЖЕФ Юнайтед Ітіхара Тіба»: 2005, 2006